# Nấm rơm
Nấm rơm hay nấm mũ rơm (danh pháp hai phần: Volvariella volvacea) là một loài nấm trong họ nấm lớn sinh trưởng và phát triển từ các loại rơm rạ. Nấm gồm nhiều loài khác nhau, có đặc điểm hình dạng khác nhau như có loại màu xám trắng, xám, xám đen… kích thước đường kính "cây nấm" lớn, nhỏ tùy thuộc từng loại. Là loại nấm giàu dinh dưỡng. Nấm rơm chứa nhiều vitamin A, B1, B2, PP, D, E, C và chứa bảy loại a-xít amin. Nấm rơm phổ biến tại các làng quê vì thường được sử dụng làm thực phẩm.

## Đặc điểm sinh học

### Cấu tạo
- Bao gốc (volva): Dài và cao lúc nhỏ, bao lấy tai nấm. Khi tai nấm trưởng thành, nó chỉ còn lại phần trùm lấy phần gốc chân cuống nấm, bao nấm là hệ sợi tơ nấm chứa sắc tố melanin tạo ra màu đen ở bao gốc. Độ đậm nhạt tùy thuộc vào ánh sáng. Ánh sáng càng nhiều thì bao gốc càng đen.
- Cuống nấm: Là bó hệ sợi xốp, xếp theo kiểu vòng tròn đồng tâm. Khi còn non thì mềm và giòn. Nhưng khi già xơ cứng và khó bẻ gãy.
- Mũ nấm: Hình nón, cũng có melanin, nhưng nhạt dần từ trung tâm ra rìa mép.[2]

### Chu kì sống
Quá trình tạo thành quả thể nấm rơm gồm 6 giai đoạn:
- Đầu đinh ghim (nụ nấm)
- Hình nút nhỏ
- Hình nút
- Hình trứng
- Hình chuông (kéo dài).
- Trưởng thành (nở xòe).

Chu kỳ sinh trưởng và phát triển của nấm rơm rất nhanh chóng (10-12 ngày). Những ngày đầu nấm nhỏ như hạt tấm có màu trắng (giai đoạn đinh ghim), 2-3 ngày sau lớn rất nhanh bằng hạt ngô, quả táo, quả trứng (giai đoạn hình trứng), lúc trưởng thành (giai đoạn phát tán bào tử) trông giống như một chiếc ô dù, có cấu tạo thành các phần hoàn chỉnh.

### Sinh trưởng
Ở các quốc gia vùng nhiệt đới rất thích hợp về nhiệt độ để nấm rơm sinh trưởng và phát triển. Nhiệt độ thích hợp để nấm phát triển từ 30-32oC; độ ẩm nguyên liệu (cơ chất) 65-70%; độ ẩm không khí 80%; pH = 7, thoáng khí. Nấm rơm sử dụng dinh dưỡng cellulose trực tiếp từ nguyên liệu trồng.
Nấm rơm là loại dễ trồng, mau thu hoạch, cho kinh tế cao. Nấm rơm sử dụng dinh dưỡng cellulose trực tiếp từ nguyên liệu trồng. chứa nhiều vitamin A, B1, B2, PP, D, E, riêng vitamin C chiếm đến 160 mg/100gr. Ngoài ra, nấm rơm còn chứa bảy loại a-xít amin mà cơ thể không tổng hợp được. Nhờ đó, nấm rơm là món ăn trị nhiều bệnh Bã sau khi trồng nấm chế biến thành phân sinh học cao cấp. Ngoài ra, bã nấm còn dùng để nuôi trùn đất, lấy trùn nuôi gia cầm, gia súc và tôm, cá.

## Thực phẩm

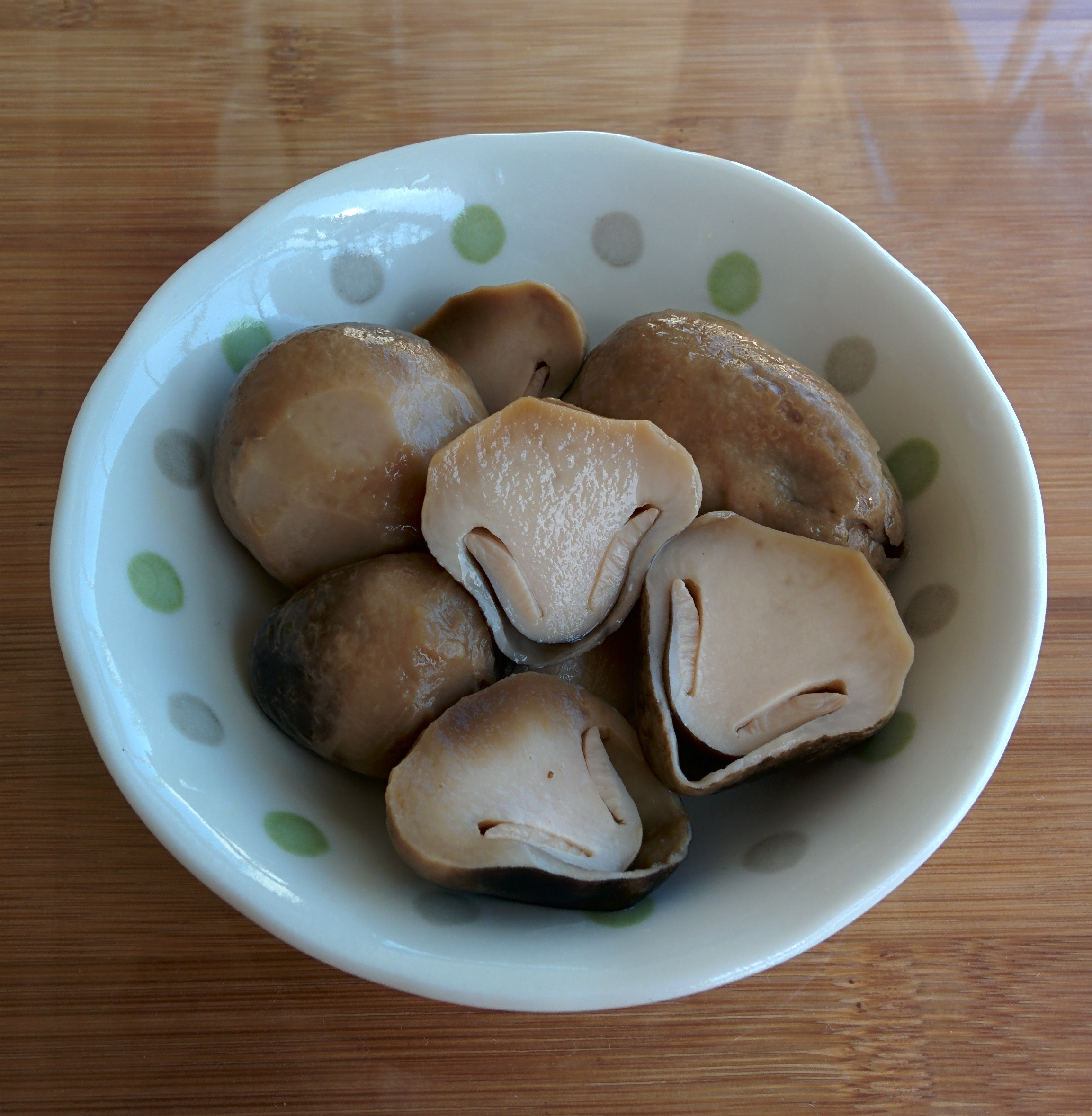
Một món ăn làm từ nấm rơm

Nấm rơm là loại phổ biến, nhất là các làng quê vì có nhiều rơm, nấm thường được sử dụng làm thực phẩm. Là loại nấm giàu dinh dưỡng, cứ 100g nấm rơm khô chứa đạm tới 21 - 37g đạm (đặc biệt thành phần đạm chứa hàm lượng cao lại đầy đủ các amino acid cần thiết mà cơ thể không tự tổng hợp được, còn hơn cả thịt bò và đậu tương), chất béo 2,1 - 4,6g, bột đường chiếm 9,9g, chất xơ 21g, các yếu tố vi lượng là Ca, Fe, P và các vitamine A, B1, B2, C, D, PP...
Nhờ giàu thành phần dinh dưỡng như vậy, nên nó là nguồn sử dụng để chế biến thành thực phẩm chức năng, làm món ăn thuốc trong việc hỗ trợ trị liệu nhiều bệnh tật như các chứng rối loạn chuyển hóa, nội tiết như béo phì, rối loạn lipid máu, xơ vữa động mạch, tăng huyết áp và đái tháo đường...